# چبارکول (باشقیرستان)
چبارکول (انگلیسی: Chebarkul, Republic of Bashkortostan) یک شهرک در شهرستان سالاواتسکی استان باشقیرستان کشور روسیه است.